# 臺灣科技產業工業園區列表
本表列出台灣的各工業園區，包括由中華民國經濟部主管的產業園區與科技產業園區（經濟部產業園區管理局轄）、國家科學及技術委員會主管的科學園區、農業部主管的農業生物科技園區、環境部主管的環保科技園區。以及由縣市政府或民間組織設立的工業園區或工業區。

## 基隆地區

### 經濟部園管局
| 名稱           | 所在鄉鎮       | 相關資訊                                                             |
| 大武崙產業園區 | 安樂區、瑞芳區 | 經濟部工業局大武崙工業區服務中心，由原瑞芳工業區與大武崙工業區合併。 |

### 基隆市政府
| 名稱         | 所在鄉鎮 | 相關資訊         |
| 六堵科技園區 | 七堵區   | 基隆市建設局管理 |

## 臺北地區、新北地區

### 經濟部園管局
| 名稱             | 所在鄉鎮 | 相關資訊       |
| 南港軟體產業園區 | 南港區   |                |
| 土城產業園區     | 土城區   |                |
| 新北產業園區     | 五股區   | 前稱五股工業區 |
| 瑞芳產業園區     | 瑞芳區   |                |
| 樹林產業園區     | 樹林區   |                |

### 臺北市政府
| 名稱             | 所在鄉鎮       | 相關資訊                                           |
| 北投士林科技園區 | 北投區、士林區 | 台北市政府地政處已於2009年1月5日公告實施區段徵收。 |

### 民間投資
| 名稱                  | 所在鄉鎮 | 相關資訊           |
| 內湖科技園區          | 內湖區   |                    |
| 南港經貿園區          | 南港區   |                    |
| 台北遠東通訊園區      | 板橋區   |                    |
| 中和遠東工業園區      | 中和區   |                    |
| MIT國際科學園區       | 中和區   |                    |
| 東方科學園區          | 汐止區   |                    |
| 頂埔科技園區          | 土城區   |                    |
| 大同科技園區          | 樹林區   |                    |
| 新店遠東世紀ABC工業區 | 新店區   |                    |
| 統帥工業園區          | 新店區   |                    |
| 世貿科技園區          | 深坑區   |                    |
| 林口產業園區          | 林口區   | 後隸屬經濟部園管局 |
| 永豐工業區            | 土城區   |                    |
| 樹林產業園區          | 樹林區   | 後隸屬經濟部園管局 |
| 湯城工業園區          | 三重區   |                    |
| 丹鳳工業園區          | 新莊區   |                    |
| 頭前工業區            | 新莊區   |                    |
| 西盛工業區            | 新莊區   |                    |
| 瓊林工業區            | 新莊區   |                    |
| 大湖科學園區          | 汐止區   |                    |
| 保長工業園區          | 汐止區   |                    |
| 聯邦工業園區          | 中和區   |                    |
| 國際工業園區          | 中和區   |                    |
| 家美工業區            | 中和區   |                    |
| 三重工業區            | 三重區   |                    |
| 輔大工商城            | 新莊區   |                    |
| 正豐工業園區          | 新莊區   |                    |
| 三興工業區            | 樹林區   |                    |
| 新加坡工業園區        | 樹林區   |                    |
| 樹林木器工業區        | 樹林區   |                    |
| CIA貿易科學園區       | 深坑區   |                    |
| 信泰工業園區          | 土城區   |                    |
| 萬盟工業區            | 新店區   |                    |
| 新光工業城            | 新店區   |                    |

## 桃園地區

### 國科會竹科局
| 名稱                  | 所在鄉鎮       | 相關資訊                         |
| 新竹科學園區 龍潭園區 | 龍潭區、平鎮區 | 第一期廠商已進駐，第二期開發中。 |

### 環境部
| 名稱             | 所在鄉鎮 | 相關資訊                               |
| 桃園環保科技園區 | 觀音區   | 桃園縣政府，桃園縣環保科技園區籌備處。 |

### 經濟部園管局
| 名稱             | 所在鄉鎮       | 相關資訊                             |
| 龜山產業園區     | 桃園區、龜山區 | 經濟部工業局龜山工業區服務中心。     |
| 大園產業園區     | 大園區         | 經濟部工業局大園工業區服務中心。     |
| 中壢產業園區     | 中壢區         | 經濟部工業局中壢工業區服務中心。     |
| 平鎮產業園區     | 平鎮區         | 經濟部工業局平鎮工業區服務中心。     |
| 桃園幼獅產業園區 | 楊梅區         | 經濟部工業局桃園幼獅工業區服務中心。 |
| 觀音產業園區     | 觀音區         | 經濟部工業局觀音工業區服務中心。     |
| 林口產業園區     | 龜山區         | 經濟部工業局林口工業區服務中心。     |

### 民間投資
| 名稱               | 所在鄉鎮       | 相關資訊                                       |
| 華亞科技園區       | 龜山區、林口區 | 台塑集團投資開發。                             |
| 華映龍潭光電園區   | 龍潭區         | 大同集團旗下的中華映管（股）公司開發。         |
| 龍潭渴望園區       | 龍潭區         | 宏碁集團旗下的渴望園區服務開發（股）公司開發。 |
| 日禕紡織報編工業區 | 觀音區         | 日禕紡織企業（股）公司開發。                   |
| 桃園新屋大洋工業區 | 新屋區         | 大洋塑膠股份有限公司開發。                     |
| 東和鋼鐵工業區     | 觀音區         | 東和鋼鐵企業股份有限公司開發。                 |

## 新竹地區

### 國科會竹科局
| 名稱                 | 所在鄉鎮             | 相關資訊                                                                             |
| 新竹科學園區竹科園區 | 東區、寶山鄉、竹東鎮 | 全台首座科學園區，新竹地區包含一、二、三期，竹東段擴建案仍在徵收土地與開發中。       |
| 新竹生物醫學園區     | 竹北市               | ( 已由台大新竹分院接手 擴建湳雅院區 成為桃竹苗醫學中心 原署立新竹醫院擴建基金投資。) |

### 經濟部園管局
| 名稱         | 所在鄉鎮 | 相關資訊                                                     |
| 新竹產業園區 | 湖口鄉   | 經濟部工業局規劃，原名湖口工業區，第一、二期已全部出售完畢。 |

### 新竹縣政府
| 名稱             | 所在鄉鎮 | 相關資訊                                                                 |
| 新竹縣鳳山工業區 | 湖口鄉   | 緊鄰新竹工業區西南方；由新竹縣政府主辦，開發單位玉新開發建設（股）公司。 |

### 民間投資
| 名稱             | 所在鄉鎮 | 相關資訊                                                         |
| 台元科技園區     | 竹北市   | 原裕隆集團旗下台元紡織土地自建自營，目前開發至七期，仍在擴建中。 |
| 昌益科技產業園區 | 竹北市   |                                                                  |
| 德安科技園區     | 東區     | 目前開發至第八期。                                               |
| 盛虹科技園區     | 竹東鎮   | 原碧悠國際光電股份有限公司竹東廠，後因破產而轉為科技園區。       |
| 唐榮科技園區     | 湖口鄉   |                                                                  |

## 苗栗地區

### 國科會竹科局
| 名稱                  | 所在鄉鎮       | 相關資訊                             |
| 新竹科學園區 竹南園區 | 竹南鎮、頭份市 | 苗栗縣政府爭取及委託苗栗縣政府開發。 |
| 新竹科學園區 銅鑼園區 | 銅鑼鄉         | 苗栗縣政府爭取及委託苗栗縣政府開發。 |

### 經濟部園管局
| 名稱         | 所在鄉鎮 | 相關資訊 |
| 竹南產業園區 | 竹南鎮   |          |
| 銅鑼產業園區 | 銅鑼鄉   |          |
| 頭份產業園區 | 頭份市   |          |

### 苗栗縣政府
| 名稱           | 所在鄉鎮 | 相關資訊             |
| 後龍科技園區   | 後龍鎮   | 苗栗縣政府自行開發。 |
| 苑裡北區工業區 | 苑裡鎮   |                      |
| 苑裡南區工業區 | 苑裡鎮   |                      |

### 民間投資
| 名稱           | 所在鄉鎮 | 相關資訊                           |
| 中興工業區北區 | 銅鑼鄉   | 中興工業區北區。                   |
| 中興工業區南區 | 銅鑼鄉   | 社團法人苗栗中興工業區南區管理會。 |
| 廣源科技園區   | 竹南鎮   | 廣源造紙公司申請開發               |

## 臺中地區

### 國科會中科局
| 名稱                  | 所在鄉鎮       | 相關資訊     |
| 中部科學園區 台中園區 | 西屯區、大雅區 | 科技部設立。 |
| 中部科學園區 后里園區 | 后里區         | 科技部設立。 |

### 經濟部園管局
| 名稱                 | 所在鄉鎮       | 相關資訊                   |
| 臺中產業園區         | 西屯區         | 台中工業區服務中心。       |
| 大里產業園區         | 大里區、太平區 | 大里工業區服務中心         |
| 大甲幼獅產業園區     | 大甲區         | 大甲幼獅工業區服務中心。   |
| 臺中港關連產業園區   | 梧棲區         | 台中港關連工業區服務中心。 |
| 臺中軟體園區         | 大里區         |                            |
| 臺中潭子科技產業園區 | 潭子區         | 前稱台中加工出口區         |
| 臺中港科技產業園區   | 梧棲區         | 前稱中港加工出口區         |

### 臺中市政府
| 名稱                       | 所在鄉鎮       | 相關資訊                     |
| 豐洲科技工業區             | 豐原區、神岡區 | 原台中縣政府自行開發。       |
| 文山工業區                 | 南屯區         | 第一期計畫開發中。           |
| 台中市精密機械科技創新園區 | 南屯區         | 第一期已開發，第二期開發中。 |
| 臺中經貿科技工業園區       | 西屯區         | 原環隆科技工業園區。         |
| 仁化工業區                 | 大里區         |                              |
| 太平工業區                 | 太平區         |                              |
| 豐原工業區                 | 豐原區         |                              |
| 太平產業園區               | 太平區         |                              |
| 霧峰工業區                 | 霧峰區         |                              |

## 南投地區

### 經濟部園管局
| 名稱         | 所在鄉鎮 | 相關資訊                         |
| 竹山產業園區 | 竹山鎮   | 經濟部工業局南崗工業區服務中心。 |
| 南崗產業園區 | 南投市   | 經濟部工業局南崗工業區服務中心。 |

## 彰化地區

### 國科會中科局
| 名稱                  | 所在鄉鎮 | 相關資訊     |
| 中部科學園區 二林園區 | 二林鎮   | 國科會設立。 |

### 經濟部園管局
| 名稱             | 所在鄉鎮               | 相關資訊                                     |
| 彰濱產業園區     | 鹿港鎮、線西鄉、伸港鄉 | 經濟部工業局彰濱產業園區服務中心             |
| 埤頭產業園區     | 埤頭鄉                 | 經濟部工業局福興兼埤頭及田中產業園區服務中心 |
| 福興產業園區     | 福興鄉                 | 經濟部工業局福興兼埤頭及田中產業園區服務中心 |
| 芳苑產業園區     | 芳苑鄉                 | 經濟部工業局芳苑產業園區服務中心             |
| 全興產業園區     | 伸港鄉                 | 經濟部工業局全興產業園區服務中心             |
| 田中產業園區     | 田中鎮                 | 經濟部工業局福興兼埤頭及田中產業園區服務中心 |
| 社頭織襪產業園區 | 社頭鄉                 | 經濟部工業局芳苑兼社頭織襪產業園區服務中心   |

## 雲林地區

### 國科會中科局
| 名稱                  | 所在鄉鎮 | 相關資訊     |
| 中部科學園區 虎尾園區 | 虎尾鎮   | 國科會設立。 |

### 經濟部園管局
| 名稱                   | 所在鄉鎮                       | 相關資訊                                                                             |
| 斗六產業園區           | 斗六市                         | 斗六產業園區服務中心                                                                 |
| 豐田兼元長產業園區     | 大埤鄉、元長鄉                 | 豐田、元長工業區服務中心。                                                           |
| 雲林離島式基礎產業園區 | 麥寮鄉、臺西鄉、口湖鄉、四湖鄉 | 雲林離島式基礎工業區服務中心、麥寮工業港管理小組，目前僅開發麥寮區、新興區部分土地。 |
| 雲林產業園區           | 斗六市                         | 雲林產業園區服務中心。                                                               |

### 民間投資
| 名稱           | 所在鄉鎮 | 相關資訊                                                   |
| 大將工業區     | 莿桐鄉   | 大將建設公司大將紡織廠興建。                               |
| 麥寮六輕工業區 | 麥寮鄉   | 經濟部工業局售予台塑關係企業土地由其自行造地、開發、建廠。 |

## 嘉義地區

### 經濟部園管局
| 名稱               | 所在鄉鎮       | 相關資訊                     |
| 民雄兼頭橋產業園區 | 民雄鄉         | 民雄兼頭橋產業園區服務中心。 |
| 朴子兼義竹產業園區 | 朴子市、義竹鄉 | 朴子兼義竹產業園區服務中心。 |
| 嘉太產業園區       | 太保市         | 嘉太產業園區服務中心。       |

### 民間投資
| 名稱           | 所在鄉鎮 | 相關資訊                   |
| 新港中洋工業區 | 新港鄉   | 台塑關係企業土地自建自營。 |

### 嘉義縣政府
| 名稱               | 所在鄉鎮 | 相關資訊                       |
| 大埔美精密機械園區 | 大林鎮   | 第一期廠商已進駐，二期開發中。 |
| 馬稠後產業園區     | 鹿草鄉   | 第一期廠商已進駐，二期開發中。 |

### 國科會南科局
| 名稱                  | 所在鄉鎮 | 相關資訊       |
| 南部科學園區 嘉義園區 | 太保市   | 國科會計劃中。 |

### 其他
| 名稱             | 所在鄉鎮 | 相關資訊                  |
| 水上南靖產業園區 | 水上鄉   | 109年獲行政院核定開發中。 |
| 中埔公館產業園區 | 中埔鄉   | 109年獲行政院核定開發中。 |

## 臺南地區

### 國科會南科局
| 名稱                  | 所在鄉鎮               | 相關資訊           |
| 南部科學園區 臺南園區 | 新市區、善化區、安定區 | 園區管理局設置於此 |

### 農業部農業科技園區管理中心
| 名稱     | 所在鄉鎮 | 相關資訊 |
| 蘭花園區 | 後壁區   |          |

### 經濟部園管局
| 名稱         | 所在鄉鎮 | 相關資訊 |
| 安平產業園區 | 南區     |          |
| 臺南產業園區 | 安南區   |          |
| 永康產業園區 | 永康區   |          |
| 官田產業園區 | 官田區   |          |
| 新營產業園區 | 新營區   |          |
| 新市產業園區 | 新市區   | 開發中   |

### 臺南市政府
| 名稱                     | 所在鄉鎮       | 相關資訊 |
| 永康科技工業區           | 永康區         |          |
| 柳營科技工業區暨環保園區 | 柳營區         |          |
| 新吉工業區               | 安南區、安定區 |          |
| 七股科技工業區           | 七股區         |          |
| 樹谷園區                 | 新市區         |          |
| 麻豆工業區               | 麻豆區         |          |
| 仁德工業區               | 仁德區         |          |

### 其他
| 名稱         | 所在鄉鎮 | 相關資訊 |
| 北勢洲工業區 | 山上區   |          |
| 總頭寮工業區 | 安南區   |          |
| 保安工業區   | 仁德區   |          |
| 龍崎工業區   | 龍崎區   |          |

## 高雄地區

### 國科會南科局
| 名稱                  | 所在鄉鎮 | 相關資訊     |
| 南部科學園區 高雄園區 | 路竹區   | 國科會設立。 |
| 南部科學園區 橋頭園區 | 橋頭區   | 國科會設立。 |
| 南部科學園區 楠梓園區 | 楠梓區   | 國科會設立。 |

### 環境部
| 名稱                   | 所在鄉鎮 | 相關資訊 |
| 高雄(南區)環保科技園區 | 岡山區   |          |

### 經濟部園管局
| 名稱                     | 所在鄉鎮       | 相關資訊                                 |
| 高雄臨海產業園區         | 小港區         | 經濟部工業局高雄臨海工業區服務中心       |
| 大發產業園區             | 大寮區         | 經濟部工業局大發（兼鳳山）工業區服務中心 |
| 仁大產業園區             | 仁武區、大社區 | 經濟部工業局仁大工業區服務中心           |
| 永安產業園區             | 永安區         | 經濟部工業局永安工業區服務中心           |
| 林園產業園區             | 林園區         | 經濟部工業局林園工業區服務中心           |
| 鳳山產業園區             | 鳳山區         | 經濟部工業局大發（兼鳳山）工業區服務中心 |
| 北高雄產業園區           | 岡山區         | 開發中                                   |
| 高雄軟體科技園區         | 前鎮區         |                                          |
| 前鎮科技產業園區         | 前鎮區         |                                          |
| 楠梓科技產業園區         | 楠梓區         |                                          |
| 楠梓科技產業園區第二園區 | 楠梓區         |                                          |
| 臨廣科技產業園區         | 前鎮區         |                                          |
| 成功物流園區             | 前鎮區         |                                          |

### 高雄市政府
| 名稱             | 所在鄉鎮 | 相關資訊 |
| 岡山本洲產業園區 | 岡山區   |          |
| 和發產業園區     | 大寮區   |          |
| 仁武產業園區     | 仁武區   |          |
| 興達港遊艇專業區 | 茄萣區   |          |

## 屏東地區

### 國科會南科局
| 名稱                  | 所在鄉鎮 | 相關資訊       |
| 南部科學園區 屏東園區 | 屏東市   | 國科會計劃中。 |

### 農業部農業科技園區管理中心
| 名稱                 | 所在鄉鎮 | 相關資訊                       |
| 屏東農業生物科技園區 | 長治鄉   | 農業科技園區管理中心設立於此。 |

### 經濟部園管局
| 名稱             | 所在鄉鎮 | 相關資訊                         |
| 內埔產業園區     | 內埔鄉   | 經濟部工業局內埔工業區服務中心。 |
| 屏東產業園區     | 屏東市   | 經濟部工業局屏東工業區服務中心。 |
| 屏南產業園區     | 枋寮鄉   | 經濟部工業局屏南工業區服務中心。 |
| 屏東科技產業園區 | 屏東市   |                                  |

### 屏東縣政府
| 名稱           | 所在鄉鎮 | 相關資訊 |
| 六塊厝產業園區 | 屏東市   |          |

### 其他
| 名稱           | 所在鄉鎮 | 相關資訊       |
| 屏東汽車專業區 | 屏東市   | 又名大慶工業區 |

## 宜蘭地區

### 國科會竹科局
| 名稱                  | 所在鄉鎮 | 相關資訊     |
| 新竹科學園區 宜蘭園區 | 宜蘭市   | 國科會設立。 |

### 經濟部園管局
| 名稱         | 所在鄉鎮 | 相關資訊                         |
| 龍德產業園區 | 蘇澳鎮   | 經濟部工業局龍德工業區服務中心。 |
| 利澤產業園區 | 五結鄉   | 經濟部工業局龍德工業區服務中心。 |

## 花蓮地區

### 環境部
| 名稱             | 所在鄉鎮 | 相關資訊 |
| 花蓮環保科技園區 | 鳳林鎮   |          |

### 經濟部園管局
| 名稱                 | 所在鄉鎮 | 相關資訊                         |
| 美崙產業園區         | 花蓮市   | 經濟部工業局美崙工業區服務中心。 |
| 和平產業園區         | 秀林鄉   | 經濟部工業局美崙工業區服務中心。 |
| 光華樂活創意產業園區 | 吉安鄉   | 經濟部工業局美崙工業區服務中心。 |

### 民間投資
| 名稱                   | 所在鄉鎮 | 相關資訊 |
| 世易海洋深層水生技園區 | 新城鄉   |          |
| 台肥海洋深層水生技園區 | 花蓮市   |          |

## 臺東地區

### 經濟部園管局
| 名稱         | 所在鄉鎮 | 相關資訊                         |
| 豐樂產業園區 | 臺東市   | 經濟部工業局豐樂工業區服務中心。 |

### 經濟部水利署
| 名稱                 | 所在縣市 | 相關資訊 |
| 深層海水產業發展園區 | 太麻里鄉 |          |

## 外部連結
- 中華民國國家科學及技術委員會
- 經濟部産業園區管理局
- 新竹科學工業園區
- 南部科學工業園區
- 中部科學工業園區
- 南港軟體園區
- 臺中軟體園區
- 內湖科技園區
- 高雄軟體科技園區
- 台北科技走廊
- 臺南市政府經濟發展局

- . 政府資料開放平臺. 2017-11-29  [2018-02-03]. （原始内容存档于2021-01-20） （中文）.